# Norra Våsen
Norra Våsen är en sjö i Ovanåkers kommun i Hälsingland och ingår i Ljusnans huvudavrinningsområde. Sjön har en area på 1 kvadratkilometer och ligger 240,2 meter över havet. Sjön avvattnas av vattendraget Våsbäcken.

## Delavrinningsområde
Norra Våsen ingår i det delavrinningsområde (681965-149532) som SMHI kallar för Utloppet av Norra Våsen. Medelhöjden är 284 meter över havet och ytan är 15,3 kvadratkilometer. Det finns ett avrinningsområde uppströms, och räknas det in blir den ackumulerade arean 18,07 kvadratkilometer. Våsbäcken som avvattnar avrinningsområdet har biflödesordning 4, vilket innebär att vattnet flödar genom totalt 4 vattendrag innan det når havet efter 108 kilometer. Avrinningsområdet består mestadels av skog (84 procent). Avrinningsområdet har 1,01 kvadratkilometer vattenytor vilket ger det en sjöprocent på 6,6 procent.